# Tregiffian

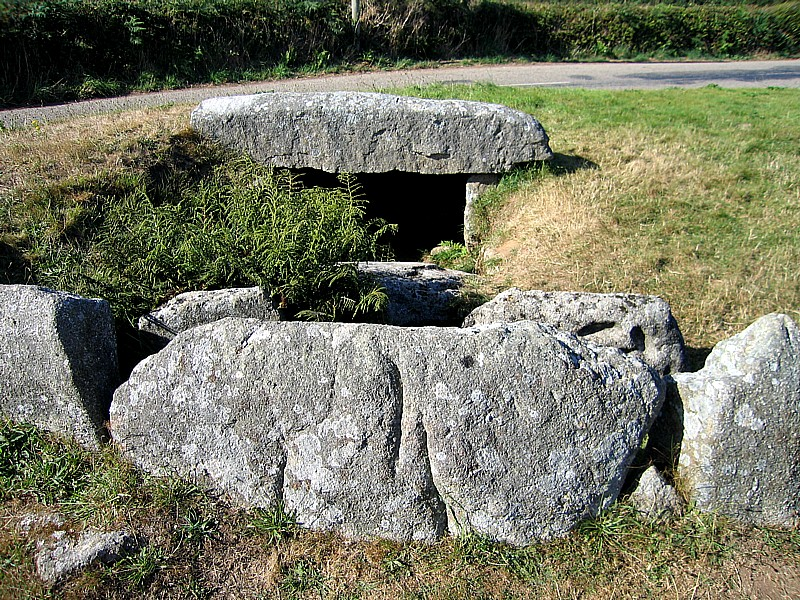
Der Tregiffian

Der Tregiffian ist eine 4000 bis 5000 Jahre alte Megalithanlage aus dem späten Neolithikum bzw. der frühen Bronzezeit und befindet sich südlich von Penzance zwischen den Orten St Buryan und Lamorna in Cornwall in England. Er stellt eine seltene Sonderform eines Passage Tombs dar, die im englischen Sprachraum als Entrance Grave bezeichnet wird. Dieser Anlagentyp ist für die benachbarten Scilly-Inseln typisch.

## Lage

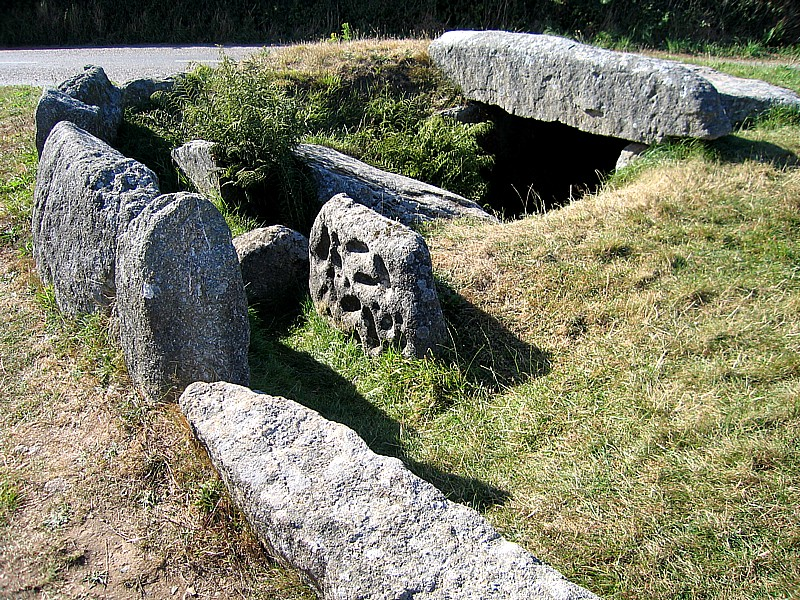
Seitenansicht

Der Tregiffian befindet sich in Südwest-Cornwall südlich von Penzance zwischen den Orten St Buryan und Lamorna unmittelbar am Straßenrand. Auf der anderen Straßenseite steht 100 m entfernt der Menhir Gun Rith (auch The Fiddler genannt). Wenige hundert Meter entfernt liegt der Steinkreis der Merry Maidens. In der näheren Umgebung findet man weitere Megalithanlagen:
- Steinkreis von Boskednan
- Steinkreis von Boscawen-ûn
- Steinkreis von Tregeseal
- Mên-an-Tol
- Chûn Quoit
- Lanyon Quoit
- Mulfra Quoit
- Zennor Quoit

## Aufbau

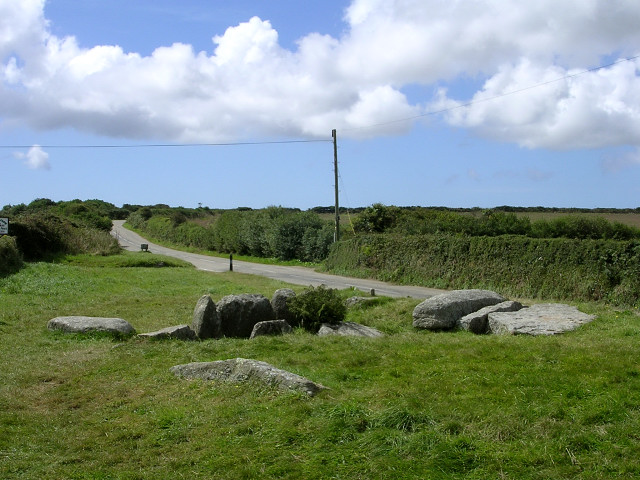
Rückansicht

Das Großsteingrab, das 1846 zur Hälfte von einer Straße überbaut wurde, ist im Gegensatz zu den kornischen Quoits zum größten Teil mit Erde bedeckt, nur der Zugang zum Tregiffian Long Barrow wurde freigelegt. Von der Hügeleinfassung, die die Erdaufschüttung ursprünglich befestigte, sind noch einige Steine zu sehen. Vom Rand der Anlage führte ein überdeckter Gang zur 4 m tiefen Grabkammer, die von vier jeweils 3 m langen Steinen überdeckt wird. Vor der Kammer bildet ein quer liegender Stein  mit Cup-and-Ring-Markierungen verzierter Stein eine Barriere. Der originale Stein steht in Truro, im Cornwall-Museum, der lokale Stein ist eine Nachbildung. Im Innern des Grabes befand sich die Grabkammer, die aus senkrecht stehenden Steinen und einer Deckplatte besteht. Der Tregiffian bildete zusammen mit den Merry Maidens und weiteren Grabanlagen vermutlich einen heiligen Bezirk.

## Forschungsgeschichte
1871 war William Copeland Borlase auf das Grab aufmerksam geworden und ließ erstmals Ausgrabungen vornehmen. Zunächst entdeckte er die Steine der Randbefestigung und legte einen Deckstein frei, auf dem er Feuersteine, Asche und Knochenreste fand. Bei tieferen Grabungen stieß Borlase auf Gruben mit Knochenresten, die auf Feuerbestattungen hinwiesen. 1932 stellte Hencken erstmals fest, dass es sich bei der Anlage wohl um eine Sonderform eines Megalithgrabes handelte und ordnete diesen Grabtyp zeitlich zwischen Dolmen und Steinkiste ein. Erst die neuere Forschung erkannte in Ganggräbern eine Variante des Dolmens, die sich vor allem im Zugang zum Innenraum von diesem abhebt. Bei umfassenden Ausgrabungen in den Jahren 1968 und 1972 fand man Urnen, deren Inhalt etwa auf 1900 v. Chr. datiert werden konnte. Das Auftreten dieser beiden Bestattungsformen ist typisch für ein Entrance Grave und deutet auf eine Nutzung als Gemeinschaftsgrab über einen längeren Zeitraum hin.